# Ponsa
Ponsa o Pusa (in ungherese Pósa; in serbo-croato Ponza, trasl. Понза o Povša, Повша; ... – 1270 o 1272) fu un frate domenicano di origine ungherese che fu vescovo di Bosnia dal 1238 al 1270 o al 1272.
Fu nominato da papa Gregorio IX nel tentativo di contrastare l'affermazione di una Chiesa bosniaca autonoma, ma non trovò alcun sostegno in Bosnia. Fuggì da quella terra tra 1240 e 1250, finendo per non farvi mai più ritorno.

## Biografia

### Nomina
Nato nel regno d'Ungheria, prima della sua ascesa all'episcopato, Ponsa fu uno dei principali superiori delle attività missionarie dei frati domenicani nel territorio della vicina tribù dei Cumani. Fu nominato vescovo del banato di Bosnia nel corso della cosiddetta crociata bosniaca, bandita allo scopo dichiarato di scacciare ogni focolaio eretico e smantellare così la Chiesa locale, ritenuta eccessivamente vicina al bogomilismo. Il suo predecessore, il domenicano di origine tedesca Giovanni di Wildeshausen, chiese ripetutamente di essere sollevato dall'incarico vescovile e, nel 1238, papa Gregorio IX scrisse che la crociata si era rivelata un successo e aveva portato alla nomina di Ponsa quale nuovo vescovo. In una sua missiva a Teodorico, vescovo di Cumania, il papa definì Ponsa «virtuoso e premuroso nelle questioni spirituali e secolari». A Ponsa sarebbe stata assegnata anche la giurisdizione sulla Zaclumia, sia pur probabilmente soltanto sulla sua sezione occidentale, poiché il resto apparteneva alla Rascia.

### Episcopato
Ponsa fu consacrato dal vescovo Teodorico il 26 aprile 1238 ed essendo ritenuto da papa Gregorio un uomo assai capace fu nominato nunzio apostolico della regione per un mandato di tre anni. Pare che Matteo Ninoslao, bano di Bosnia, rifiutò di accettare la nomina di Ponsa come vescovo, gesto il quale venne considerato un atto di sfida dal pontefice. I crociati penetrarono nella Bosnia centrale e realizzarono una cattedrale dedicata a San Pietro a Brdo (Burdo), a nord di Vrhbosna (l'odierna Sarajevo) nel 1238. Affinché fossero risolte le difficoltà finanziarie, Gregorio curò quattro bolle diverse il 22 dicembre 1238 a Roberto, arcivescovo di Esztergom, e ai suoi suffraganei, il duca ungherese Colomanno, i domenicani di Pécs e l'abate di Pécsvárad per istruirli a sostenere Ponsa e la sua attività in Bosnia.
L'episcopato di Ponsa durò oltre tre decenni, ma nella sostanza egli agì alla stregua di un burattino dell'Ungheria e non godette di alcun sostegno in Bosnia, dove la Chiesa bosniaca era ancora forte. Nonostante i suoi strenui sforzi affinché i frati domenicani magiari si insediassero in Bosnia, Ponsa fu espulso da Brdo a seguito di un attacco compiuto da combattenti locali alla fine del 1239. In seguito, il vescovo e la sua corte stabilirono una propria sede temporanea a Kreševo. Entro il 1245 al massimo, fu costretto a lasciare il paese e stabilire una residenza nella città di Đakovo, in Slavonia, concessagli in precedenza dal duca ungherese Colomanno. Il trasferimento doveva essere temporaneo, ma da allora in poi Ponsa e i suoi successori fino a Peregrino il Sassone non misero mai piede in Bosnia e non interferirono in nessun modo con la politica locale. Ponsa chiese a papa Innocenzo IV di porre il suo vescovado sotto la giurisdizione dell'arcidiocesi di Kalocsa anziché della diocesi di Ragusa. Dopo una lunga riflessione, il papa accolse la richiesta il 26 agosto 1247, tuttavia una sanzione ufficiale avverrà solo all'inizio del XIV secolo.
Ponsa è menzionato per l'ultima volta in vita nel settembre del 1270. È certo che fosse già morto nel marzo del 1272, quando Rolando compare per la prima volta come suo successore. Esiste una ricostruzione alternativa sostenuta dal bibliotecario e archivista benedettino Géza Karsai, secondo la quale Ponsa corrisponderebbe all'anonimo notaio di re Béla (o Maestro P.), autore delle Gesta Hungarorum.